# 栗原市立志波姫中学校
栗原市立志波姫中学校（くりはらしりつ しわひめちゅうがっこう）は、宮城県栗原市志波姫沼崎にある公立中学校。

## 概要
ノーチャイム制、昼清掃、週末課題の実施、自主学習ノートの提出、学習ブースの設置など、主体的に学習に取り組むための環境づくりと学力の向上に取り組んでいる。アリーナは、公式バスケットボールコート2面（34m×42mと15.5mの天井高）を確保して、学校行事のみならず、地域にも開放されることが考慮されている。

## 教育目標
『志波姫中学校で学ぶことに誇りを持つ生徒』を育成する
- 自主：（賢く）めあてに向かって、主体的に学力や生活を向上させる生徒
- 健康：（たくましく）たくましい心と体をつくり、ねばり強く最後まで頑張る生徒
- 奉仕：（心美しく）思いやりの心をもち、進んで誰かのために行動できる生徒[2]

## 沿革
- 1996年（平成8年）12月 - 新校舎竣工。
- 2005年（平成17年）4月1日 - 栗原市誕生に伴い、栗原市立志波姫中学校と改称。

## 学区
- 志波姫全域 [4]

## アクセス
- JR東日本東北新幹線/くりこま高原駅より徒歩5分。

## 参考・脚注
- 志波姫町立志波姫中学校-屋内運動場

1. ↑  広域栗原圏・管内の中学校
2. 1 2  栗原市
3. ↑  栗原市立志波姫中学校»通学区 Gaccom